# Кречин, Павел Михайлович
Павел Михайлович Кречин (бел. Павел Міхайлавіч Крэчын; род. 31 марта 1980, Гомель) — белорусский футболист, защитник, тренер.

## Биография
В начале карьеры выступал во второй и первой лигах за клубы РУОР (Минск), «Вертикаль» (Калинковичи), «ЗЛиН» (Гомель).
В ходе сезона 2001 года перешёл в «Гомель», но поначалу выступал только за дубль. Дебютные матчи за основную команду в высшей лиге сыграл в 2002 году. В составе «Гомеля» стал обладателем Кубка Беларуси 2001/02 (в финальном матче остался в запасе) и чемпионом страны 2003 года (в победном сезоне сыграл 3 матча). Всего в высшей лиге Беларуси провёл 10 игр.
С 2004 года снова играл в первой лиге за «ЗЛиН», а в 2006 году — за объединённую команду «Мозырь-ЗЛиН». Затем провёл два сезона в составе «Химика» (Светлогорск) и в 2008 году стал серебряным призёром первой лиги. В 2009 году перешёл в «ДСК-Гомель», с этим клубом дважды становился бронзовым призёром первой лиги (2009, 2010), а в Кубке Беларуси в сезоне 2009/10 стал полуфиналистом.
С 2011 года играл за «Гомельжелдортранс» (в 2017 году клуб был переименован в «Локомотив»). Победитель второй лиги 2013 года. В 2014 году назначен главным тренером клуба, при этом ещё несколько лет продолжал выходить на поле. Чемпион мира среди железнодорожников 2015 года, бронзовый призёр первой лиги Беларуси 2016 года. В 2016 году сыграл свои последние матчи на профессиональном уровне, а в середине 2018 года отправлен в отставку с поста главного тренера.
Всего на профессиональном уровне в чемпионатах Беларуси сыграл более 390 матчей, из них 10 — в высшей и 282 — в первой лиге. За различные клубы Гомеля провёл более 300 матчей.
В 2018 году вошёл в штат ФК «Гомель» в качестве тренера юношеской команды, а в 2019 году тренировал дублирующий состав клуба.

## Достижения
- Чемпион Беларуси: 2003
- Обладатель Кубка Беларуси: 2001/02